# 5ive’s Continuum Research Project
5ive’s Continuum Research Project – amerykański zespół muzyczny, pochodzący z Bostonu i wykonujący muzykę klasyfikowaną jako atmosferyczny sludge, drone albo post-metal.
Zespół początkowo nosił nazwę 5ive, pod którą wydał dwa albumy oraz jedną EP-kę. Jednak ze względu na fakt, iż identyczną nazwę nosił brytyjski boysband (zob. 5ive) członkowie grupy zdecydowali się zmienić nazwę. Stałymi członkami zespołu są Ben Carr i Charlie Harrold, będący także jego założycielami. Do nagrań studyjnych oraz na koncerty zapraszani są ich znajomi bądź przyjaciele.

## Członkowie zespołu
- Ben Carr – gitara (udzielający się także w grupie Theory of Abstract Light)
- Charlie Harrold – perkusja

Gościnnie:
- Jonah J. Jenkins – śpiew, gościnnie na albumie The Telestic Disfracture
- Jeff Caxide – gitara basowa (udzielający się także w Isis, House of Low Culture, Red Sparowes, Cable)

## Dyskografia
- 2001 – 5ive
- 2001 – The Telestic Disfracture
- 2002 – The Hemophiliac Dream (EP)
- 2004 – Versus (EP)
- 2005 – 5ive / Kid606 (split)
- 2008 – Hesperus